# Edouard de Stoeckl
Pour les articles homonymes, voir Edouard.
Le baron Edouard Andreïevitch de Stoeckl (en allemand : Eduard von Stoeckl, en russe : Эдуард Андреевич Стекль ; 1804-1892) diplomate russe connu aujourd'hui pour avoir négocié la vente de l'Alaska au nom du gouvernement de la Russie. Il était le fils d'Andreas von Stoeckl, diplomate autrichien à Istanbul, et de Maria Pisani, fille de Nicolas Pisani, « drogman » de Russie à Istanbul. Il est décédé à Paris le 26 janvier 1892. Il portait occasionnellement le titre de baron. Son fils Alexandre épousa en 1892 Agnès Barron, écrivain plus connue sous le nom d'Agnès baronne de Stoeckl.
En 1850, il est nommé chargé d'affaires de l'ambassade de Russie à Washington, et en 1854 il occupe le poste de ministre résident, place rendue vacante par le décès d'Alexandre Bodisco. Comme son prédécesseur, Stoeckl avait épousé une Américaine, miss Elisa Howard.
Stoeckl avait noué des relations d'amitié avec de nombreux officiels et politiciens américains, dont le sénateur et futur secrétaire d’État William Henry Seward avec lequel il devait plus tard négocier la cession de l'Alaska.
Stoeckl était partisan de la vente de l'Alaska (alors connue sous le nom de Russie d'Amérique) aux États-Unis, affirmant que cela permettrait au gouvernement russe de concentrer ses ressources sur l'est du pays, la Sibérie, particulièrement la région de l'Amour. Il insistait en disant qu'en faisant ainsi, la Russie éviterait de futurs conflits avec les Américains. En effet, il prévoyait que l'expansion des États-Unis vers le nord de l'Amérique serait inévitable.

## Fin de vie
Stoeckl signa le traité de cession de l'Alaska en mars 1867. En remerciement du succès de ses négociations, le tsar Alexandre II le récompensa en lui octroyant 25 000 dollars et une pension annuelle de 6 000 dollars.
Pour des raisons de santé, Stoeckl démissionna en 1869. Il passa la fin de sa vie en France et mourut âgé de 87 ans, le 26 janvier 1892 à 11 h en son domicile 59, boulevard Malesherbes à Paris. Il est inhumé dans le carré J, tombe 24 du cimetière de Saint-Germain-en-Laye.